# Poloboc
Poloboc – wieś w Rumunii, w okręgu Neamț, w gminie Rediu. W 2011 roku liczyła 1156 mieszkańców.